# Великий Октябрь
Великий Октябрь (рос. Великий Октябрь) — селище у Середньоахтубінському районі Волгоградської області Російської Федерації.
Населення становить 550 осіб. Входить до складу муніципального утворення Куйбишевське сільське поселення.

## Історія
Селище розташоване у межах українського історичного та культурного регіону Жовтий Клин.
Згідно із законом від 5 квітня 2005 року № 1040-ОД органом місцевого самоврядування є Куйбишевське сільське поселення.

## Населення
| 2010 |
| ---- |
| 550  |